# Трубачи (моллюски)
Трубачи, или трубачёвые, или букциниды (лат. Buccinidae) — семейство морских брюхоногих моллюсков из отряда Neogastropoda. Содержит около 44 ныне существующих и вымерших родов.

## Описание

### Внешний вид и строение
Длина раковины от нескольких миллиметров до 25 см. Она удлинённо-расширенная, обычно имеет спиральные кили, осевые утолщения или гладкая. Цвет — коричневый или светлый. Крышечка роговая, внутренняя губа раковины гладкая, без зубов.

### Распространение и места обитания
Живут трубачи в умеренных водах Северного полушария, а также в морях Южного полушария от умеренных до тропических. Обитают на дне.

### Питание
Кормятся двустворчатыми моллюсками, полихетами, иглокожими и так далее, а также падалью. Слюна трубачей оказывает на жертву парализующее действие.

### Размножение
Раздельнополые моллюски. Яйца в капсулах.

### Палеонтологическая история
Древнейшие ископаемые трубачи относятся к началу палеогена. Максимального расцвета они достигли в четвертичном периоде.

## Трубачи и человек
Раковины крупных видов использовались в древности в качестве сигнальных труб (отсюда название), светильников и украшений. Трубачи издавна являются объектом промысла в Западной Европе и на Дальнем Востоке (Россия, Япония и другие страны региона). Представителей родов трубачи (Buccinum) и нептунея (Neptunea), например, добывают из-за вкусного мяса и красивой раковины. Виды из рода Neptunea и ряда других родов используются в стратиграфии верхнего кайнозоя прибрежных районов северной части Тихого океана.

## Роды
На апрель 2024 года в семейство включают следующие подсемейства и роды:
- - Accidenticulabrum Vermeij, 2000 †
  - Plicifusus Dall, 1902
- Beringiinae A. N. Golikov & Starobogatov, 1975
  - Aleutijapelion J. H. McLean & R. N. Clark, 2023
  - Beringius Dall, 1887
  - Exiloberingius J. H. McLean & R. N. Clark, 2023
  - Metajapelion Goryachev, 1987
  - Neoberingius Habe & Ki. Ito, 1965
- Buccininae Rafinesque, 1815
  - Aleutibuccinum J. H. McLean & R. N. Clark, 2023
  - Buccinum Linnaeus, 1758
  - Castaneobuccinum J. H. McLean & R. N. Clark, 2023
  - Plicibuccinum A. N. Golikov & Gulbin, 1977
  - Sulcosinus Dall, 1895
  - Volutharpa P. Fischer, 1856
  - Buccinofusus Conrad, 1866 †
  - Eripachya Gabb, 1869 †
  - Hilda R. Hoernes & Auinger, 1884 †
  - Laevibuccinum Conrad, 1865 †
- Liomesinae P. Fischer, 1884
  - Liomesus W. Stimpson, 1865
  - Neosconsia Olsson, 1964 †
- Neptuneinae W. Stimpson, 1865
  - Aulacofusus Dall, 1918
  - Laevisipho J. H. McLean & R. N. Clark, 2023
  - Neptunea Röding, 1798
- Parancistrolepidinae T. Habe, 1972
  - Ancistrolepis Dall, 1895
  - Bathyancistrolepis T. Habe & Ki. Ito, 1968
  - Boreancistrolepis J. H. McLean & R. N. Clark, 2023
  - Clinopegma U. S. Grant & Gale, 1931
  - Japelion Dall, 1916
  - Neancistrolepis T. Habe & Sato, 1973
  - Parancistrolepis Azuma, 1965
  - Pseudoliomesus T. Habe & Sato, 1973
  - Thalassoplanes Dall, 1908
  - Phoracanthus K. Martin, 1914 †
- Siphonaliinae Finlay, 1928
  - Bayerius Olsson, 1971
  - Japeuthria Iredale, 1918
  - Mohnia Friele, 1879
  - Pararetifusus Kosuge, 1967
  - Phaenomenella Fraussen & Hadorn, 2006
  - Siphonalia A. Adams, 1863
- Truncariinae Cossmann, 1901
  - Truncaria A. Adams & Reeve, 1850
- Volutopsiinae Habe & Sato, 1973
  - Crebrivolutopsius J. H. McLean & R. N. Clark, 2023
  - Habevolutopsius Kantor, 1983
  - Lussivolutopsius Kantor, 1983
  - Pyrulofusus Mörch, 1869
  - Volutopsius Mörch, 1857